# Łajski
Łajski est un village polonais de la gmina de Wieliszew dans la powiat de Legionowo de la voïvodie de Mazovie dans le centre-est de la Pologne.
Le village possède approximativement une population de 1 300 habitants en 2007.

## Histoire
De 1975 à 1998, le village appartenait administrativement à la voïvodie de Varsovie.